# Gyula Erkel
Gyula Erkel (Buda (Hongria), 4 de juliol, 1841 - Újpest (Hongria), 22 de març, 1909), fou director d'orquestra, compositor, pianista, timbaler. Era el primer fill de Ferenc Erkel i net del músic de l'església György Adler.

## Biografia
Va rebre la seva educació musical bàsica dels seus pares, després la va aprofundir amb Mihály Mosonyi fins al 1860.
Com que tots els que l'envoltaven eren músics, no és estrany que als cinc anys "debutés" com a timbalista pop-in en una actuació d'òpera dirigida pel seu pare. Als catorze anys, esdevingué oficialment el bateria de les orquestres del Teatre Nacional i de l'Església de Matthias. Va deixar aquest càrrec l'1 d'agost de 1861. Després d'això, es va convertir en professor de música infantil i acompanyant de piano del comte Rezső Nikicsen Zichy durant dos anys. Durant aquest període, va viatjar diverses vegades a Pest, on va dirigir espectacles d'opereta al Teatre Nacional.
Va aprendre a dirigir "de vista", fins i tot com a membre d'una orquestra. L'1 d'agost de 1863 fou nomenat oficialment (tercer) director. A partir d'aleshores també podria dirigir una òpera. Hi va funcionar des de l'obertura de l'Òpera (1884) fins que Gustav Mahler la va retirar l'1 d'abril de 1889. El 1892/93 va tornar quatre mesos més per substituir el seu germà malalt Sándor. De tant en tant tornava al Teatre Nacional per dirigir les seves pròpies obres populars.
Va debutar com a director de concerts el 1864, va ser cooptat a la junta de la Societat Filharmònica el 1869, però també va treballar àmpliament a la "Societat Nacional de la Cançó Hongaresa".
El 8 de març de 1870 es va casar amb la seva neboda Róza Erkel (1850–88), amb qui va tenir sis fills (incloent Jenő Erkel). Es va traslladar a Újpest després de la mort de la seva dona.
Va donar regularment concerts com a pianista des de l'adolescència, però va haver de renunciar-hi per una lesió a la mà, però va ser professor de piano a l'Acadèmia de Música des del curs 1878/79 fins al 1908, quan va sol·licitar la seva jubilació. Mentrestant, l'any 1891 va ser professor del conservatori de l'Associació de Cultiu Musical d'Újpest, i a partir de 1893 en va ser el director.

## Les seves obres
La major part de la seva producció compositiva és música aplicada, o revisió. Va treballar en molts gèneres, però la majoria de les seves obres estan relacionades amb operacions teatrals.
Són més importants:
- Magyar induló, re menor
- A fertálymágnások - banda sonora de la comèdia d'Árpád Berczik (presentació: 1873)
- Álmos - acompanyament a l'obra d'Ede Szigligeti (1859)
- A honvéd - música per a l'obra popular de Ferenc Balázs (1861)
- Emlék Gyulára - per a piano, quatre mans (1862)
- Nagybányai emlék - per a piano (1862)
- Mária Szécsi, o: El setge de Murányvár - banda sonora de l'obra d'Ede Szigligeti (1863)
- Téli rege - acompanyament de l'obra de William Shakespeare (1865)
- Gran quartet amb acompanyament d'orgue (1865)
- Macbeth - banda sonora de l'obra de Shakespeare (1867)
- Szép ragyogó napfény - cor mixt amb acompanyament orquestral
- Elegie funèbre d'après la Poesie de Petőfi per pianoforte - A la mort de Mihály Mosonyi (1871)
- A ripacsos Pista dolmánya - música per a l'obra popular de Jenő Rákosi (1874)
- Rei István - òpera, no és clar si és del seu pare o obra seva
- Ünnepi nyitány: no és clar si el seu pare o ell mateix (1887)